# 414-та окрема бригада безпілотних систем (Україна)
414-та окрема бригада безпілотних систем (414 ОБрБпС), також відома як «Птахи Мадяра» — з'єднання у складі Сухопутних військ ЗСУ.
У 2022 році Роберт Бровді («Мадяр») створив групу «Птахи Мадяра», що перебувала у складі 59-ї окремої мотопіхотної бригади. Підрозділ став ротою і спеціалізувався на застосуванні ударних безпілотників, систем РЕР і РЕБ, дистанційному мінуванні, патрулювання, коригування вогню за допомогою безпілотників. У січні 2024 року роту розширили до 414-го батальйону і перевели до морської піхоти. В червні батальйон розширили до полку, а у грудні 2024 — до бригади. У лютому 2025 року включена до інціативи «Лінія дронів», і передана до Сухопутних військ ЗСУ.

## Історія

### Птахи Мадяра
Підрозділ заснував український бізнесмен Роберт Бровді з позивним «Мадяр». 7 лютого 2022 року він приєднався до лав Сил територіальної оборони, до 206-го окремого стрілецького батальйону ТрО, де на початку вторгнення отримав посаду командира взводу та виконував бойові завдання в Ірпені, Бучі та Бородянці.
У квітні підрозділ перевели на херсонський напрямок, де Роберт вирішив займатись аеророзвідкою та створив «Птахи Мадяра». «Птахи Мадяра» займались розвідкою, патрулюванням, коригуванням вогню артилерії, застосуванням дронів-камікадзе та бомбардуванням.
У травні 2022-го оформилася окрема група аеророзвідників «Птахи Мадяра»: 12 осіб, які в той час працювали разом із 28-ю механізованою бригадою. У серпні 2022 року аеророзвідники купили перші ударні спроможності: FPV-дрони, дрони зі скидами.
Підрозділ узяв участь у битві за Бахмут. У складі 251-го батальйону ТрО він вів бої в районі Бахмута, Опитного, Кліщіївки, Курдюмівки, Соледара, Берхівки, Красної Гори протягом 110 днів. За спогадами Мадяра, була ситуація, коли за 4 доби вони силами однієї кулеметної обслуги ТрО і чотирьох екіпажів дронів відбили 16 зафіксованих атак вагнерівців, які мали успіх на інших ділянках фронту. Їх було зупинено на одному гектарі, який прозвали «кривавим». «Птахи Мадяра» отримали наказ на вихід у березні 2023 року.
У березні 2023 року тактичну групу «Птахи Мадяра» реорганізували в окрему роту ударних БпЛА та включили до 59-ї окремої мотопіхотної бригади.
Від початку операції в Кринках «Птахи Мадяра» завдавали ударів по російським окупаційним військам на лівому березі Херсонщини.

### Окрема військова частина
16 січня 2024 року підрозділ було переведено зі складу 59 ОМПБр до Морської піхоти ЗСУ, а також розширено з роти до 414-го окремого батальйону ударних безпілотних авіаційних систем (414 ОБУБАС).
Наприкінці червня 2024 року Бровді повідомив, що батальйон розширено до полку та реорганізовано, завдяки чому він отримав нові структурні елементи: підрозділ перехоплення та знищення БПЛА, підрозділ експериментальних безпілотних систем та підрозділ розробок і впровадження нових систем. З реорганізацією полк планував розвинути власні спроможності щодо навчання операторів, а також розгорнути власні легальні виробничі потужності.
Влітку 2024 року «Птахи Мадяра» брали участь в боях на півночі Харківської області.
В серпні полк був переведений на найважчий Покровський напрямок. За другий тиждень серпня оператори підрозділу Птахи Мадяра знищили 232 повітряні цілі.
16 листопада 2024 року бійці Птахів Мадяра за допомогою дрона Vampire знищили на Покровському напрямку російський комплекс радіоелектронного придушення Борисоглібськ-2, вартість якого становить $200 млн.
В грудні 2024 року полк трансформувався у окрему бригаду безпілотних систем ЗСУ. За словами Бровді, діяльність частини не обмежувалася лише застосуванням розвідувально-ударних БПЛА, натомість частина мала понад 12 шарів впливу. Тому з розширенням до бригади планувалося наростити можливості і у радіорозвідці, радіоелектронній боротьбі, застосуванні систем РЛС, ешелонованому контролі смуги відповідальності екіпажами винищувачів, які виявляють радіорозвідувальні засоби супротивника.
Станом на лютий 2025 року за попердній рік частина знищила 24706 та уразила 12472 цілей. Завдяки проєктам «Купол Покровськ» та «Купол Херсон», які захищали міста від дронів, було виявлено 33392 одиниць FPV-дронів, з яких 17777 — знищено.
У лютому 2025 року бригада, разом з 4 іншими частинами, була включена до ініціативи Президента України «Лінія дронів», яка мала масштабувати досвід бойового застосування БПЛА на весь фронт.
Із лютого до травня 2025 року бригада в рамках ініціативи «Лінія дронів» набрала більше нових екіпажів, ніж деякі старі частини за три роки війни. Як наслідок, в ці місяці бригада беззаперечно лідирувала у рейтингу уражених цілей «єБали», також відомому як «Армія Бонус», що був побудований на основі системи ситуаційної обізнаності «Дельта». Бригада «Птахи Мадяра» на травень 2025 року мала утричі вищі показники, ніж коли ці бали запровадили.
На травень 2025 року бригада належала Сухопутним військам ЗСУ.

## Виробнича база
У червні 2024 року полк, який щойно розширився з батальйону, повідомив, що планує розвинути власні спроможності щодо навчання операторів, а також розгорнути власні легальні виробничі потужності. На квітень 2025 року бригада мала 4 власні інженерні підрозділи, а також науково-виробничу базу, майстерні з виготовлення боєприпасів. Частина виробляла понад 50 моделей. 90 % ударних засобів були українського виробництва.

## Командування
- з 2022: майор Бровді Роберт Йосипович («Мадяр»)[18]

## Втрати

### 2024
- 27 серпня 2024 — Ревера Юрій («Граф»). 20.06.1973, м. Львів.[19]
- 26 листопада 2024 — Єрмаков Роман («Єнот»). 15.07.1980, РФ, у 15-річному віці переїхав до Львова.[20]
- 6 грудня 2024 — Кучеренко Володимир («Борис»), командир екіпажу пілотів. 28.12.1977, м. Олександрія, актор київського театру «Тотеатр».[21]

### 2025
- 27 лютого 2025 — Ратушний Василь, оператор БпЛА.[22]
- 2 квітня 2025 — Балановський Вадим («Птах»).[23]

## Вшанування
Найвищими державними нагородами відзначені:
- Бровді Роберт Йосипович («Мадяр») — майор, командир бригади. Герой України (2025),[24] Хрест бойових заслуг (2024).[25]

### Відео
- Повна версія. Про закулісся Птахів Мадяра у лютому розповідав при скрипучих дверях воєнкору. // MAGYAR, 16 березня 2025